# Arrondissement de Grenoble
L'arrondissement de Grenoble est une division administrative française, située dans le département de l'Isère et la région Auvergne-Rhône-Alpes.

## Composition

### Composition avant 2015
Liste des cantons de l'arrondissement de Grenoble :
- canton d'Allevard
- canton de Clelles
- canton de Corps
- canton de Domène
- canton d'Échirolles-Est
- canton d'Échirolles-Ouest
- canton d'Eybens
- canton de Fontaine-Sassenage
- canton de Fontaine-Seyssinet
- canton de Goncelin
- canton de Grenoble-1
- canton de Grenoble-2
- canton de Grenoble-3
- canton de Grenoble-4
- canton de Grenoble-5
- canton de Grenoble-6
- canton de La Mure
- canton du Bourg-d'Oisans
- canton du Touvet
- canton de Mens
- canton de Meylan
- canton de Monestier-de-Clermont
- canton de Pont-en-Royans
- canton de Rives
- canton de Roybon
- canton de Saint-Égrève
- canton de Saint-Étienne-de-Saint-Geoirs
- canton de Saint-Ismier
- canton de Saint-Laurent-du-Pont
- canton de Saint-Marcellin
- canton de Saint-Martin-d'Hères-Nord
- canton de Saint-Martin-d'Hères-Sud
- canton de Tullins
- canton de Valbonnais
- canton de Vif
- canton de Villard-de-Lans
- canton de Vinay
- canton de Vizille
- canton de Voiron

### Découpage communal depuis 2015
Depuis 2015, le nombre de communes des arrondissements varie chaque année soit du fait du redécoupage cantonal de 2014 qui a conduit à l'ajustement de périmètres de certains arrondissements, soit à la suite de la création de communes nouvelles. Le nombre de communes de l'arrondissement de Grenoble est ainsi de 297 en 2015, 294 en 2016, 267 en 2017 et 263 en 2019.
Au 1er janvier 2024, l'arrondissement groupe les 263 communes suivantes :
1. Les Adrets
2. L'Albenc
3. Allemond
4. Allevard
5. Ambel
6. Auberives-en-Royans
7. Auris
8. Autrans-Méaudre en Vercors
9. Avignonet
10. Barraux
11. Beaucroissant
12. Beaufin
13. Beaulieu
14. Beauvoir-en-Royans
15. Bernin
16. Besse
17. Bessins
18. Biviers
19. Le Bourg-d'Oisans
20. Bresson
21. Brié-et-Angonnes
22. La Buisse
23. La Buissière
24. Champagnier
25. Le Champ-près-Froges
26. Champ-sur-Drac
27. Chamrousse
28. Chantepérier
29. Chantesse
30. Chapareillan
31. La Chapelle-du-Bard
32. Charnècles
33. Chasselay
34. Château-Bernard
35. Châtel-en-Trièves
36. Châtelus
37. Chatte
38. Chevrières
39. Le Cheylas
40. Chichilianne
41. Chirens
42. Cholonge
43. Choranche
44. Claix
45. Clavans-en-Haut-Oisans
46. Clelles
47. Cognet
48. Cognin-les-Gorges
49. La Combe-de-Lancey
50. Corenc
51. Cornillon-en-Trièves
52. Corps
53. Corrençon-en-Vercors
54. Les Côtes-de-Corps
55. Coublevie
56. Cras
57. Crêts en Belledonne
58. Crolles
59. Les Deux Alpes
60. Domène
61. Échirolles
62. Engins
63. Entraigues
64. Entre-deux-Guiers
65. Eybens
66. La Flachère
67. Fontaine
68. Fontanil-Cornillon
69. Le Freney-d'Oisans
70. Froges
71. La Garde
72. Gières
73. Goncelin
74. Grenoble
75. Gresse-en-Vercors
76. Le Gua
77. Le Haut-Bréda
78. Herbeys
79. Huez
80. Hurtières
81. Izeaux
82. Izeron
83. Jarrie
84. Laffrey
85. Lalley
86. Lans-en-Vercors
87. Lavaldens
88. Laval-en-Belledonne
89. Lavars
90. Livet-et-Gavet
91. Lumbin
92. Malleval-en-Vercors
93. Marcieu
94. Mayres-Savel
95. Mens
96. Meylan
97. Miribel-Lanchâtre
98. Miribel-les-Échelles
99. Mizoën
100. Moirans
101. Monestier-d'Ambel
102. Monestier-de-Clermont
103. Monestier-du-Percy
104. Montagne
105. Montaud
106. Montbonnot-Saint-Martin
107. Montchaboud
108. Monteynard
109. Mont-Saint-Martin
110. Morette
111. La Morte
112. La Motte-d'Aveillans
113. La Motte-Saint-Martin
114. Le Moutaret
115. La Mure
116. La Murette
117. Murianette
118. Murinais
119. Nantes-en-Ratier
120. Notre-Dame-de-Commiers
121. Notre-Dame-de-l'Osier
122. Notre-Dame-de-Mésage
123. Notre-Dame-de-Vaulx
124. Noyarey
125. Oris-en-Rattier
126. Ornon
127. Oulles
128. Oz
129. Pellafol
130. Le Percy
131. La Pierre
132. Pierre-Châtel
133. Plateau-des-Petites-Roches
134. Poisat
135. Poliénas
136. Ponsonnas
137. Pontcharra
138. Le Pont-de-Claix
139. Pont-en-Royans
140. Prébois
141. Presles
142. Proveysieux
143. Prunières
144. Quaix-en-Chartreuse
145. Quet-en-Beaumont
146. Quincieu
147. Réaumont
148. Renage
149. Rencurel
150. Revel
151. Rives
152. La Rivière
153. Roissard
154. Rovon
155. Sainte-Agnès
156. Saint-Andéol
157. Saint-André-en-Royans
158. Saint Antoine l'Abbaye
159. Saint-Appolinard
160. Saint-Arey
161. Saint-Aupre
162. Saint-Barthélemy-de-Séchilienne
163. Saint-Baudille-et-Pipet
164. Saint-Blaise-du-Buis
165. Saint-Bonnet-de-Chavagne
166. Saint-Cassien
167. Saint-Christophe-en-Oisans
168. Saint-Christophe-sur-Guiers
169. Saint-Égrève
170. Saint-Étienne-de-Crossey
171. Saint-Georges-de-Commiers
172. Saint-Gervais
173. Saint-Guillaume
174. Saint-Hilaire-du-Rosier
175. Saint-Honoré
176. Saint-Ismier
177. Saint-Jean-de-Moirans
178. Saint-Jean-de-Vaulx
179. Saint-Jean-d'Hérans
180. Saint-Jean-le-Vieux
181. Saint-Joseph-de-Rivière
182. Saint-Just-de-Claix
183. Saint-Lattier
184. Saint-Laurent-du-Pont
185. Saint-Laurent-en-Beaumont
186. Sainte-Luce
187. Saint-Marcellin
188. Sainte-Marie-d'Alloix
189. Sainte-Marie-du-Mont
190. Saint-Martin-de-Clelles
191. Saint-Martin-de-la-Cluze
192. Saint-Martin-d'Hères
193. Saint-Martin-d'Uriage
194. Saint-Martin-le-Vinoux
195. Saint-Maurice-en-Trièves
196. Saint-Maximin
197. Saint-Michel-en-Beaumont
198. Saint-Michel-les-Portes
199. Saint-Mury-Monteymond
200. Saint-Nazaire-les-Eymes
201. Saint-Nicolas-de-Macherin
202. Saint-Nizier-du-Moucherotte
203. Saint-Paul-de-Varces
204. Saint-Paul-lès-Monestier
205. Saint-Pierre-de-Chartreuse
206. Saint-Pierre-de-Chérennes
207. Saint-Pierre-de-Méaroz
208. Saint-Pierre-de-Mésage
209. Saint-Pierre-d'Entremont
210. Saint-Quentin-sur-Isère
211. Saint-Romans
212. Saint-Sauveur
213. Saint-Théoffrey
214. Saint-Vérand
215. Saint-Vincent-de-Mercuze
216. La Salette-Fallavaux
217. La Salle-en-Beaumont
218. Le Sappey-en-Chartreuse
219. Sarcenas
220. Sassenage
221. Séchilienne
222. Serre-Nerpol
223. Seyssinet-Pariset
224. Seyssins
225. Siévoz
226. Sinard
227. La Sône
228. Sousville
229. La Sure en Chartreuse
230. Susville
231. Têche
232. Tencin
233. La Terrasse
234. Theys
235. Le Touvet
236. Treffort
237. Tréminis
238. La Tronche
239. Tullins
240. Valbonnais
241. La Valette
242. Valjouffrey
243. Varacieux
244. Varces-Allières-et-Risset
245. Vatilieu
246. Vaujany
247. Vaulnaveys-le-Bas
248. Vaulnaveys-le-Haut
249. Venon
250. Le Versoud
251. Veurey-Voroize
252. Vif
253. Villard-Bonnot
254. Villard-de-Lans
255. Villard-Notre-Dame
256. Villard-Reculas
257. Villard-Reymond
258. Villard-Saint-Christophe
259. Vinay
260. Vizille
261. Voiron
262. Voreppe
263. Vourey

## Démographie
En 2022, l'arrondissement comptait 750 664 habitants.
| 1968    | 1975    | 1982    | 1990    | 1999    | 2006    | 2011    | 2016    | 2021    |
| ------- | ------- | ------- | ------- | ------- | ------- | ------- | ------- | ------- |
| 525 101 | 591 817 | 621 276 | 655 074 | 696 326 | 729 140 | 746 631 | 738 149 | 748 885 |

| 2022    | - | - | - | - | - | - | - | - |
| ------- | - | - | - | - | - | - | - | - |
| 750 664 | - | - | - | - | - | - | - | - |

## Sous-préfets
| Période         | Période     | Identité                                      | Fonction précédente | Observation                   |
| --------------- | ----------- | --------------------------------------------- | ------------------- | ----------------------------- |
| 14 janvier 1811 | 19 mai 1815 | Louis Paul Antoine Juvénal Didier (1786-1837) |                     | Nommé préfet des Basses-Alpes |
| 2 août 1815     |             | Jules de Calvière                             |                     |                               |
|                 |             | Marcel Pérès                                  |                     |                               |
| 2015            |             | Patrick Lapouze                               |                     |                               |